# Euphorbia rugosiflora
Euphorbia rugosiflora är en törelväxtart som beskrevs av Leslie Larry Charles Leach. Euphorbia rugosiflora ingår i släktet törlar, och familjen törelväxter. Inga underarter finns listade i Catalogue of Life.